# Temple Newsam

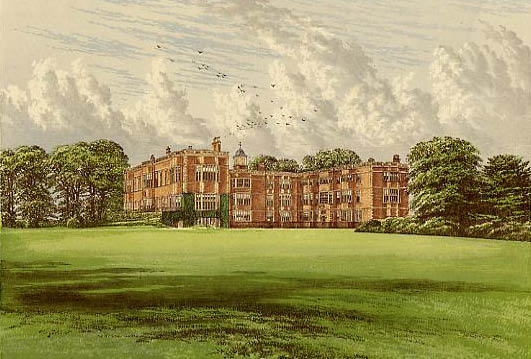
Temple Newsam

Temple Newsam är en större herrgård i södra Leeds, England, Storbritannien. Den ägdes ursprungligen av Tempelherreorden. Den såldes 1922 till Leeds stad.